# Hora Acme
Hora Acme fue un bloque creado por Cartoon Network Latinoamérica. Este bloque emitía animación clásica de estudios como Warner Brothers, MGM, etc. Entre los clásicos que se vieron en este bloque se encontraron los Looney Tunes, Tom y Jerry, Popeye y Droopy, entre otros. Este bloque se emitío todos los días a las 5:00 a. m. en México y Argentina (a las 8:00 GMT). Anteriormente fue eliminado de la programación del canal en el 2007, pero volvió en octubre de 2009 con nuevo formato, emitiéndose dos veces por día. Fue eliminado de la programación de nuevo el 28 de abril de 2012.

## Historia
Este bloque inició aproximadamente en el mes de octubre de 1997 y se emitía en 2 horas, los días sábados a las 9:00 p. m., posteriormente se sumó un horario a las 6:00 a. m. el mismo día, y más adelante una emisión de una hora a las 11:00 a. m. de lunes a viernes. En este bloque se presentaban episodios de dibujos animados clásicos, producidos por los estudios Warner Bros y MGM, tales como Looney Tunes, Merrie Melodies, Tom y Jerry, Droopy, Barney Bear y Popeye. El bloque nació tras la llegada de los cortos animados de Warner Bros. desde 1948 en adelante al canal, la cual anteriormente tuvo el acceso a los cortos anteriores de 1948. Esto fue producto de la adquisición de Turner Broadcasting por parte de Time Warner. Su estilo, gráfica y presentación, era que mostraban escenas de explosiones, travesuras, accidentes, caídas, choques, con elementos muy comunes en los dibujos animados emitidos por el bloque, como Yunques, Pianos, Dinamitas, Tornados, etc., además, ya que durante la emisión de este mismo bloque, se señalaban los productos indicando que son productos ACME, que es la marca más frecuente en las caricaturas de Warner Bros., en un comienzo, este bloque tenía locución en la versión para Cartoon Network Latinoamérica, quien traducía los letreros en inglés de las escenas que ocurrían durante los bumpers del bloque, pero a mediados de 1999, este bloque dejó de tener locución en la versión latinoamericana, mostrando los letreros en español, acerca de lo que pasaba durante la emisión del bloque. Además de emitir los clásicos animados de Warner Bros. y MGM, A partir del año 2000 comenzaran a emitir otros cartoons clásicos tales como La Pantera Rosa, Mr. Magoo, Las Aventuras de Rocky y Bullwinkle, Gasparín, Totally Tooned In, entre otras animaciones que en realidad, no eran propiedad de las mencionadas productoras, además de no usar la marca ACME en sus episodios.
Este bloque ha sido uno de los más veteranos de la programación de Cartoon Network, quien estuvo por más tiempo en la programación del canal hasta 2007, que fue retirado de la programación, hasta que se reincorporó de nuevo en la programación en octubre de 2009, y estrenando nuevo formato diferente al anterior, en donde aparecen los personajes de Looney Tunes como estatuas gigantes en 3D en una ciudad, y en adelante, este bloque ya solo emitía los cortos clásicos de Looney Tunes, pasó a emitirse dos veces por día, a las 7:00 a. m., y a las 3:00 a. m., su última emisión fue el 28 de abril de 2012, y su horario fue reemplazado por el bloque Tooncast All-Stars, que parecía cumplir casi la misma función.